# Kriegerdenkmal Karow
Das Kriegerdenkmal Karow ist ein denkmalgeschütztes Kriegerdenkmal in der Ortschaft Karow (Jerichow) der Stadt Jerichow in Sachsen-Anhalt. Im örtlichen Denkmalverzeichnis ist das Kriegerdenkmal unter der Erfassungsnummer 094 86875 als Baudenkmal verzeichnet.

## Lage
Das Kriegerdenkmal von Karow befindet sich auf dem Kirchgelände der Kirche von Karow.

## Gestaltung
Es handelt sich um einen abgestuften Obelisken der als Denkmal für die Gefallenen des Ersten Weltkriegs errichtet wurde. Eine Gedenktafel für die Gefallenen des Zweiten Weltkriegs wurde später zusätzlich an dem Obelisken angebracht. Gekrönt wird der Obelisk von einem Eisernen Kreuz.

## Inschriften

### Obelisk
Ihren im Weltkrieg 1914–18 mit Gott für König und Vaterland gefallenen Helden. Die dankbare Gemeinde Karow

### Gedenktafel
Zum Gedenken an die Opfer des II.Weltkriegs und anderer Gewaltherrschaft

## Quelle
- Gefallenen Denkmal Karow Online, abgerufen am 20. Juni 2017.